# Premi de les Lletres neerlandeses
El Premi de les Lletres Neerlandesa o Prijs der Nederlandse Letteren és un premi triennal i el més important dels països de parla neerlandesa. El premi existeix des de 1956 i s'atorga a obres de prosa o poesia originalment escrites en neerlandès. Des de 1986, el Comitè dels ministres al cap de la Unió de la Llengua Neerlandesa nomena el jurat independent. El premi està allargat per torn pel cap d'estat de Bèlgica i dels Països Baixos.
Al curs de la seva existència, hi va haver uns incidents notables. El 2001 quan l'escriptor guardonat Gerard Reve –impedit per la malaltia d'Alzheimer– es va «evitar» l'incomodidat al rei catòlic Albert II, d'haver de lliurar el premi en les mans de l'espòs de Reve, Joop Schafthuizen –aleshores investigat per pedofília–, com a representant del premiat. Segons el diari De Volkskrant era un secret públic que amb aquesta investigació o sense, el rei no tenia gana de fer el seu deure –tot i que en una monarquia parlementària ha de fer abstracció de les seves opinions personals– i el ministre de cultura, Bert Anciaux no va gosar assumir la seva responsabilitat. El secretari de la Unió de la Llengua Neerlandesa va haver de reemplaçar el cap d'estat belga. Reve es va enfadar i va refusar qualsevol cerimònia i convidats. Va ser un incident entre d'altres. Un grup d'escriptors va organitzar una petició per demanar la demissió del ministre Anciaux «pels danys irreversibles causats al premi més prestigiós de la terra de parla neerlandesa».
El 2007, Jeroen Brouwers havia inicialement acceptat el premi, al cap i a la fi va refusar-lo, quan va aprendre que l'import «només» era de 16.000 euros, el que segons la seva opinió era una mera almoina. En una lletra oberta als ministres de cultura de Flandes i dels Països Baixos, els escriptors Tom Naegels, Erik Vlaminck i Koen Stassijns van criticar l'avarícia d'ambdós països, que només troben 2666 euros per any i per país —és un premi triennal— és poc «per al coronament d'una trajectòria de treinta o quaranta anys». El premi de 2007 no va ser atorgat i el 2009, l'import finalment va ser augmentat cap a 40.000 euros.

## Premiats
- 1956: Herman Teirlinck
- 1959: Adriaan Roland Holst
- 1962: Stijn Streuvels
- 1965: J.C. Bloem
- 1968: Gerard Walschap
- 1971: Simon Vestdijk
- 1974: Marnix Gijsen
- 1977: Willem Frederik Hermans
- 1980: Maurice Gilliams
- 1983: Lucebert
- 1986: Hugo Claus
- 1989: Gerrit Kouwenaar
- 1992: Christine D'Haen
- 1995: Harry Mulisch
- 1998: Paul de Wispelaere
- 2001: Gerard Reve
- 2004: Hella Haasse
- 2007: Jeroen Brouwers, refusat[8]
- 2009: Cees Nooteboom
- 2012: Leonard Nolens
- 2015: Remco Campert[9]
- 2018: Judith Herzberg[10]
- 2021: Astrid Roemer[11]